# Chiesa riformata di Gais
La Reformierte Kirche Gais ("Chiesa riformata di Gais") è una chiesa riformata situata a Gais, in Appenzello Esterno. È classificata dal governo svizzero come bene culturale di importanza nazionale.

## Storia

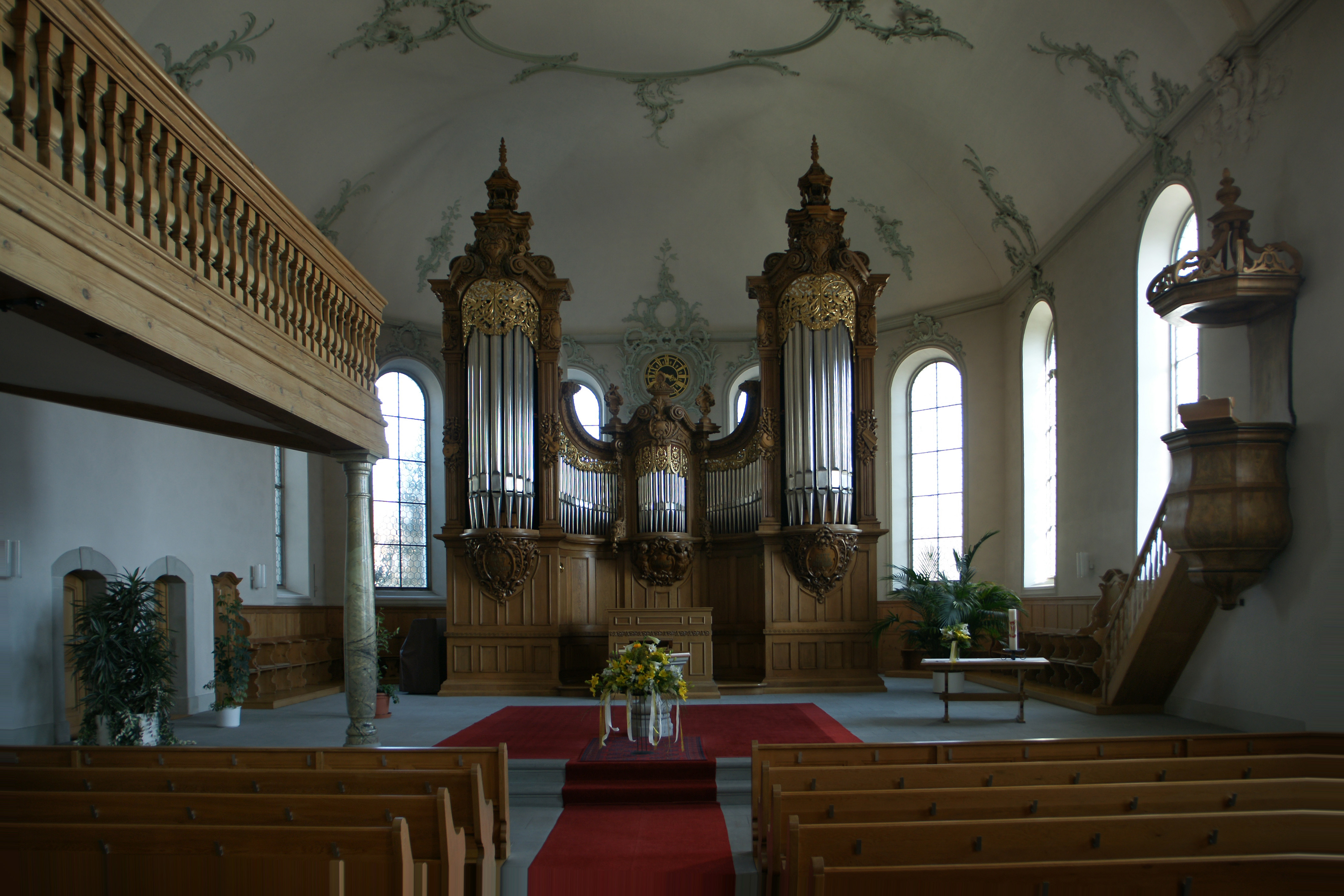
Interno della chiesa

Poiché la chiesa non viene menzionata nella lista di chiese del Liber decimationis del 1275 ma è invece menzionata per la prima volta nel 1333 nella lettera di indulgenza di dodici vescovi ad Avignone, si stima che sia stata costruita nell'intervallo di queste due date. In quel periodo è considerata come chiesa filiale della chiesa di San Lorenzo a San Gallo. Diventò parrocchia probabilmente tra il 1323 e il 1370. L'avvento della riforma protestante fu visto con favore dai pastori della chiesa: le immagini religiose furono rimosse il 2 febbraio 1525, e probabilmente la Landsgemeinde del 30 aprile 1525 sancì la definitiva adesione della chiesa al protestantesimo, tanto che già nel 1597 non vi erano più cattolici che vivevano a Gais.
La chiesa venne ampliata nel 1685. Per tale lavoro vennero utilizzate le pietre di un ossario inizialmente costruito nel 1520 e dismesso nel 1615.
Nel 1753 vi fu una radicale opera di restrutturazione ad opera di Hans Ulrich Grubenmann: la torre venne alzata e la guglia ricostruita, il pavimento interno venne ricoperto di lastre di pietra arenaria di Wienacht e venne aumentato il numero di posti a sedere. La chiesa subì pesanti danni durante l'incendio di Gais del 18 settembre 1780. il 13 ottobre 1780 il consiglio della chiesa incaricò una commissione edilizia della ricostruzione. Tale commissione, composta da tredici membri incluso il noto costruttore Konrad Langenegger, diede l'incarico a Johann Jakob Haltiner (noto anche come Hans Jakob Haltiner), che delegò poi il compito al figlio Hans Ulrich Haltiner. Il costo iniziale fu di 6900 fiorini ma ulteriori lavori richiesero una ulteriore spesa di 8000 fiorini.

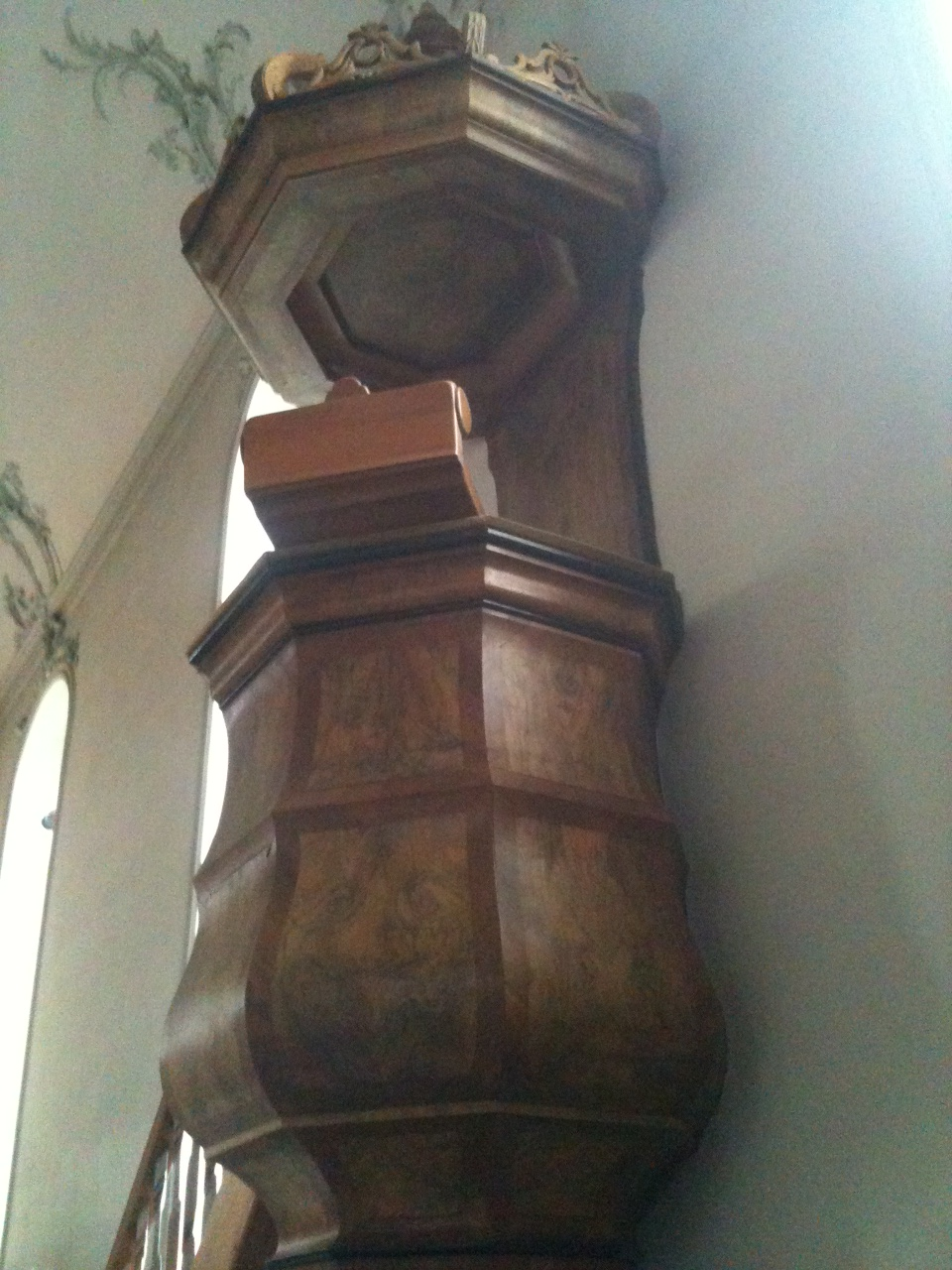
Pulpito della chiesa

La ricostruzione si servì di quello che rimaneva del muro sud e parte del muro ovest, mentre gli altri muri vennero abbattuti. La ricostruzione fu ultimata nell'agosto 1782. Una ulteriore ristrutturazione della torre venne effettuata nel 1865 e terminata nel tardo autunno del 1866. Nel 1902-1903 il pavimento venne parzialmente rimosso per l'installazione di un impianto di riscaldamento. Una ristrutturazione e scavi archeologici compiuti nel 1969 ha evidenziato tracce dei tre pavimenti precedenti: quello precedente la ristrutturazione del 1902-1903, il pavimento in pietra arenaria di Wienacht presente prima dell'incendio del 1780, e il pavimento della chiesa originaria costruita tra il 1275 e il 1333.